# Mafia caffé
Mafia caffé је трећи студијски албум српске певачице Ане Николић, издат за Сити рекордс, јула 2010. године. Дизајн омота је осмислио Станислав Закић. Песма Били смо најлепши, којом се преставила на Беовизији протекле, 2009. године, се није нашла на албуму.

## Списак песама
На албуму се налазе следеће песме: